# Giảo cổ lam
Giảo cổ lam (tiếng Trung: 絞股藍) hay còn gọi là Cổ yếm, Thư tràng năm lá, dây lõa hùng, trường sinh thảo hoặc thất diệp đảm (七葉膽), ngũ diệp sâm (五葉蔘), thất diệp sâm (七葉蔘) với danh pháp khoa học là Gynostemma pentaphyllum thuộc họ Bầu bí (Cucurbitaceae).
Nó là một loài cây thảo có thân mảnh, leo nhờ tua cuốn đơn ở nách lá. Hoa đơn tính khác gốc (cây đực và cây cái riêng biệt). Lá đơn xẻ chân vịt rất sâu trông như lá kép chân vịt. Cụm hoa hình chuỳ mang nhiều hoa nhỏ màu trắng, các cánh hoa rời nhau xoè hình sao, bao phấn dính thành đĩa, bầu có 3 vòi nhuỵ. Quả khô hình cầu, đường kính 5 – 9 mm, khi chín màu đen. Cây mọc ở độ cao 200 - 2.000 m, trong các rừng thưa và ẩm ở Trung Quốc, Nhật Bản, Ấn Độ, Indonesia, Triều Tiên và một số nước châu Á khác.
Giảo cổ lam là cây thuốc đã được dùng theo y học cổ truyền Trung Quốc. Người Trung Quốc từ lâu xem cây này như thuốc trường sinh, bởi lẽ người dân ở tỉnh Quý Châu uống trà giảo cổ lam thường xuyên thì sống rất thọ. Cây này còn được gọi là nhân sâm phương Nam hay nhân sâm 5 lá, mặc dù thực tế loài này không có họ hàng gì với nhân sâm đích thực. Cây này cũng được dùng ở Nhật Bản với tên amachazuru, ở Hàn Quốc với tên gọi dungkulcha và nhiều nước khác.
Ở Việt Nam, vào năm 1997 giáo sư Phạm Thanh Kỳ (Đại học Dược Hà nội) đã phát hiện cây thất diệp đảm trên núi Fansipan và được giáo sư Vũ Văn Chuyên (Đại học Dược Hà nội) xác định đúng là loại Gynostemma pentaphyllum. Ngoài ra, thất diệp đảm còn được tìm thấy ở một số địa phương thuộc vùng đồi núi phía Bắc.

## Thành phần hóa học
Thành phần hóa học chính của giảo cổ lam là flavonoit và saponin. Số sapoin của giảo cổ lam nhiều gấp 3 - 4 lần so với nhân sâm. Trong đó, một số có cấu trúc hoá học giống như cấu trúc có trong nhân sâm (ginsenozit). Ngoài ra giảo cổ lam còn chứa các vitamin và các chất khoáng như selen, kẽm, sắt, mangan, phosphor...

## Độc tính
Không giống như phần lớn các loài trong họ Cucurbitaceae, giảo cổ lam không thể hiện là có độc tính

## Các nghiên cứu về tác dụng

### Giảm cholesterol trong máu
Đề tài cấp Nhà nước mang mã số: KC.10.07.03.03 nghiên cứu thực hiện từ năm 1997 do giáo sư Phạm Thanh Kỳ chủ trì đã đi đến kết luận: "Giảo cổ lam làm hạ cholesterol toàn phần trong máu, làm tăng miễn dịch và nâng cao sức đề kháng của cơ thể, có tác dụng kìm hãm sự phát triển của khối u một cách rõ rệt". Nghiên cứu chỉ ra rằng, sử dụng giảo cổ lam trong vòng 30 ngày làm giảm cholesterol toàn phần tới 71% so với nhóm không sử dụng. Kết quả đã được đăng tải trên Tạp Chí Dược Liệu năm 1999 cho Viện dược liệu quản lý.
Một nghiên cứu khác của tác giả Samer Megalli ở Đại học Sydney (2005) cũng khẳng định tác dụng  làm giảm lượng triglycerid trong máu 85%, cholesterol toàn phần 44% và giảm lượng LDL 35%. Tác dụng này gần như tương đương với atorvastatin là thuốc được ưu tiên  lựa chọn hàng đầu cho bệnh nhân rối loạn mỡ máu hiện nay.
Các nghiên cứu khác trên thế giới cũng đã đánh giá tác dụng của Giảo cổ lam trong việc cải thiện tình trạng mỡ máu, cholesterol hiệu quả

### Tác dụng lên tim mạch
Giảo cổ lam làm giảm vùng bị ảnh hưởng và mức độ nghiêm trọng của tổn thương não và tim do đột quỵ hoặc đau tim, đồng thời đẩy nhanh quá trình chữa lành và phục hồi.
Loại thảo dược này cũng đã được chứng minh là giúp ngăn ngừa bệnh cơ tim (bệnh cơ tim) và bảo vệ cơ tim cũng như chức năng của chúng khỏi bị tổn thương do bệnh tiểu đường

### Ổn định đường huyết
Năm 2004, Viện Dược liệu Trung ương kết hợp với Viện Karolinska Thụy Điển đã tìm ra hoạt chất mới từ cây giảo cổ lam đặt tên là Phanosid. Kết quả nghiên cứu cho thấy rằng, phanosid đáp ứng với từng nồng độ glucose khác nhau. Điều thú vị là khi nồng độ glucose cao, độ nhạy cảm của tế bào đảo tụy với phanosid tốt hơn so với nồng độ glucose thấp. Điều này có nghĩa là giảo cổ lam hầu như không làm hạ đường huyết khi nồng đường trong máu ở giới hạn bình thường mà chỉ làm giảm đường huyết ở những người có nồng độ đường huyết cao.
Năm 2011, TS. Vũ Thị Thanh Huyền (Bộ môn Dược lý, trường Đại học Y Hà Nội) phối hợp với Hội Đái tháo đường Thụy Điển thực hiện thử nghiệm lâm sàng, trên 65 bệnh nhân tiểu đường tuyp 2 tại Bệnh viện Lão khoa Trung Ương. Các bệnh nhân có chỉ số đường huyết trong khoảng 9 đến 14 mmol/l, sử dụng giảo cổ lam với mức liều 6g/ngày (tương đương 3 gói trà giảo cổ lam 2g), trong thời gian 12 tuần. Kết quả: sau 12 tuần sử dụng trà giảo cổ lam làm giảm đường huyết xuống 3 mmol/l so với nhóm chứng (nhóm không sử dụng giảo cổ lam). Đồng thời, nghiên cứu cũng cho thấy sử dụng trà giảo cổ lam làm tăng mức độ nhạy cảm của tế bào, tăng khả năng sử dụng glucose của tế bào, do đó giúp ổn định đường trong máu.

### Chống oxy hóa, tăng cường miễn dịch
Gypenosides (saponin trong giảo cổ lam) làm giảm hàm lượng superoxide anion và hydrogen peroxide trong bạch cầu trung tính ở người và làm giảm sự bùng phát oxy hóa phát quang hóa học được kích hoạt bởi zymosan trong bạch cầu đơn nhân ở người.
GS.TS. Phạm Thanh Kỳ cùng PGS.TS.Trần Lưu Vân Hiền đã chứng minh chiết xuất giảo cổ lam có tác dụng chống oxy hóa, tăng cường miễn dịch, ngăn ngừa và kìm hãm sự phát triển khối u một cách rõ rệt. Kết quả đã được đăng tải trên tạp chí dược học số 5/2011.
Năm 2012, GS.TS. Phạm Thanh Kỳ cùng các cộng sự Hàn Quốc đã lần đầu tiên tìm thấy hoạt chất saponin mới trong giảo cổ lam và đặt tên là gypenosid VN 01 – 07. Các chất này được chứng minh là có khả năng tiêu diệt mạnh tế bào ung thư phổi, vú, đại tràng, tử cung

### Ổn định huyết áp
Giảo cổ lam kích thích sản xuất Nitric Oxide giúp điều hòa lưu lượng máu và huyết áp đến các mạch máu và động mạch.
Một nghiên cứu lâm sàng mù đôi trên bệnh nhân cao huyết áp cho thấy Giảo cổ lam có hiệu quả gần như tương đương với Indapamide (một loại thuốc điều trị huyết áp cao) và gần như hiệu quả gấp đôi so với Panax Ginseng (lần lượt là 82%, 93% và 46%) trong việc giảm nguy cơ mắc bệnh cao huyết áp. huyết áp cao

## Lưu ý
Các danh pháp Vitis pentaphylla không theo nghĩa của Thunberg là không hợp lệ (nom. illeg.) và là đồng nghĩa của các danh pháp loài sau:
- Vitis pentaphylla Miq., 1863 nom. illeg. = Ampelopsis japonica (Thunb.) Makino, 1903.
- Vitis pentaphylla Guill. & Perr., 1831 nom. illeg. = Ampelocissus multistriata (Baker) Planch., 1887.

## Hình ảnh

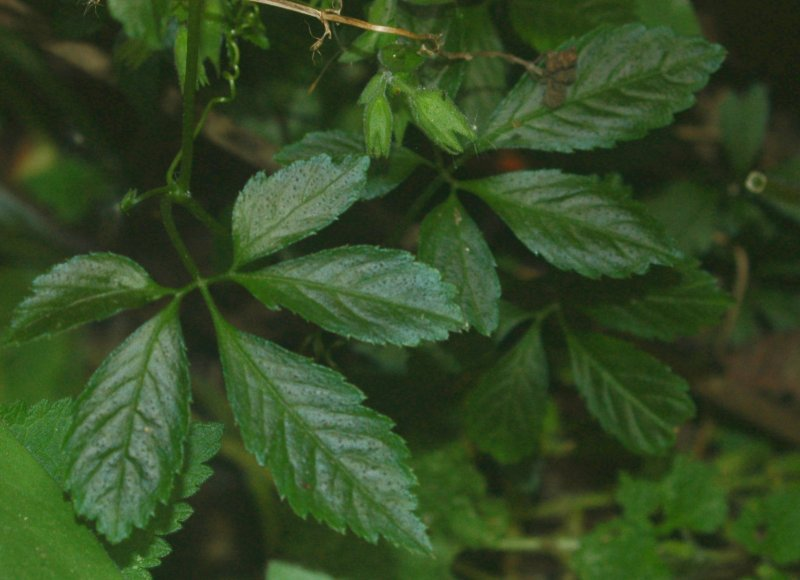
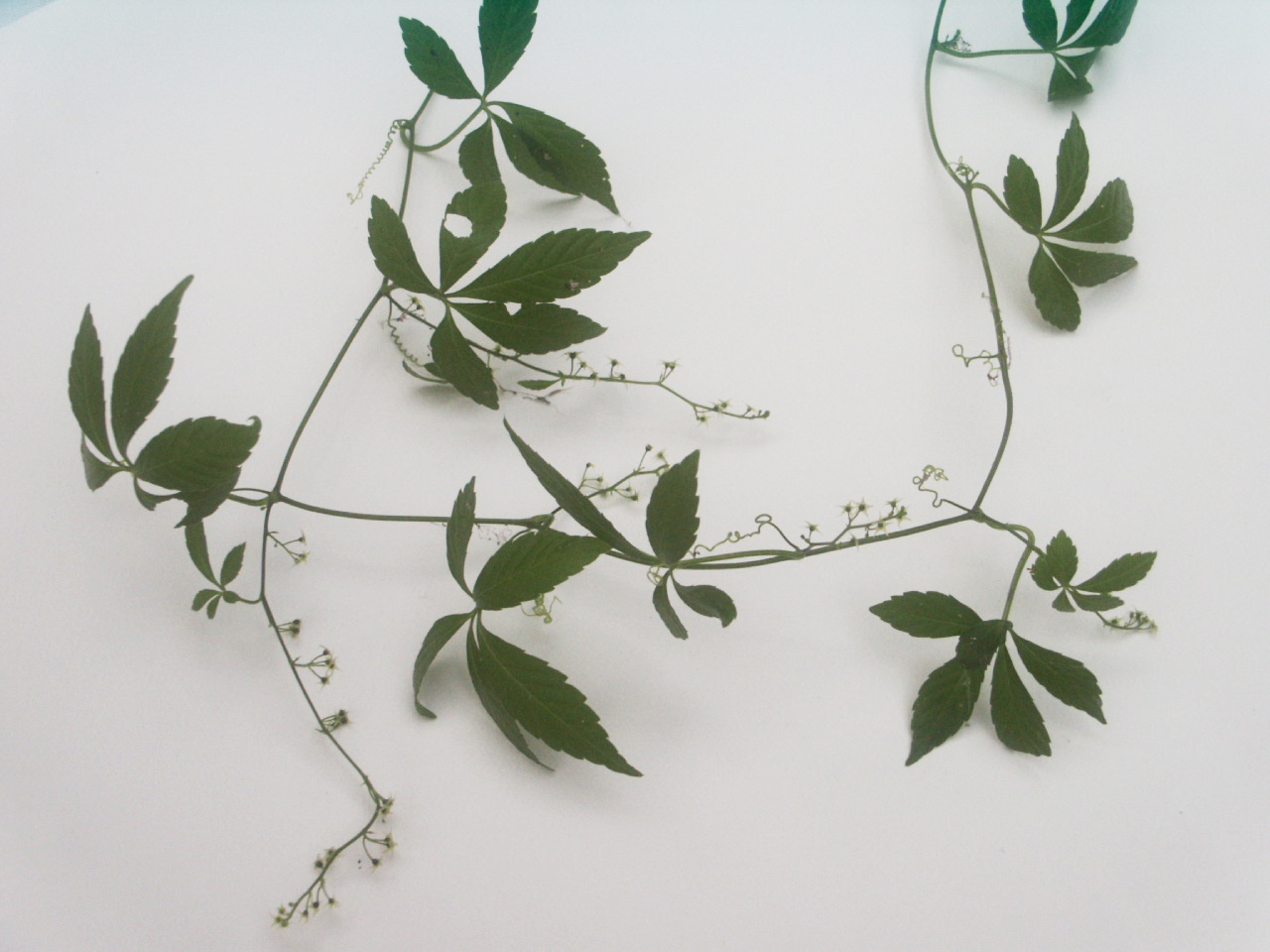
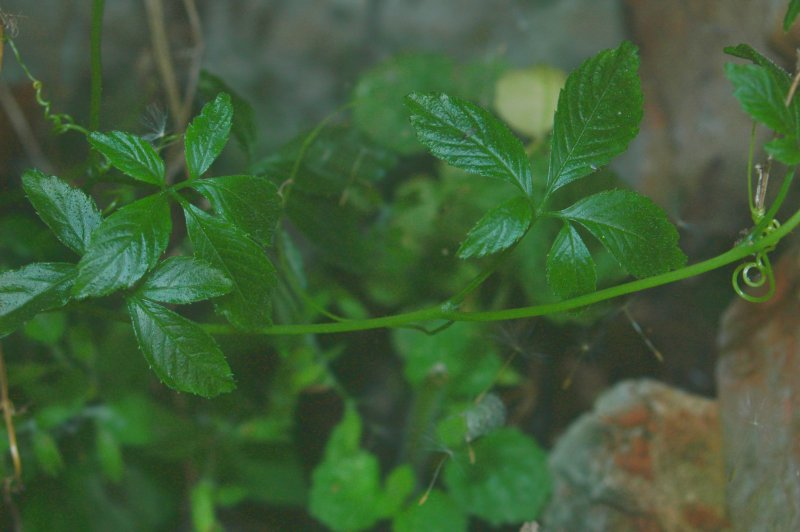
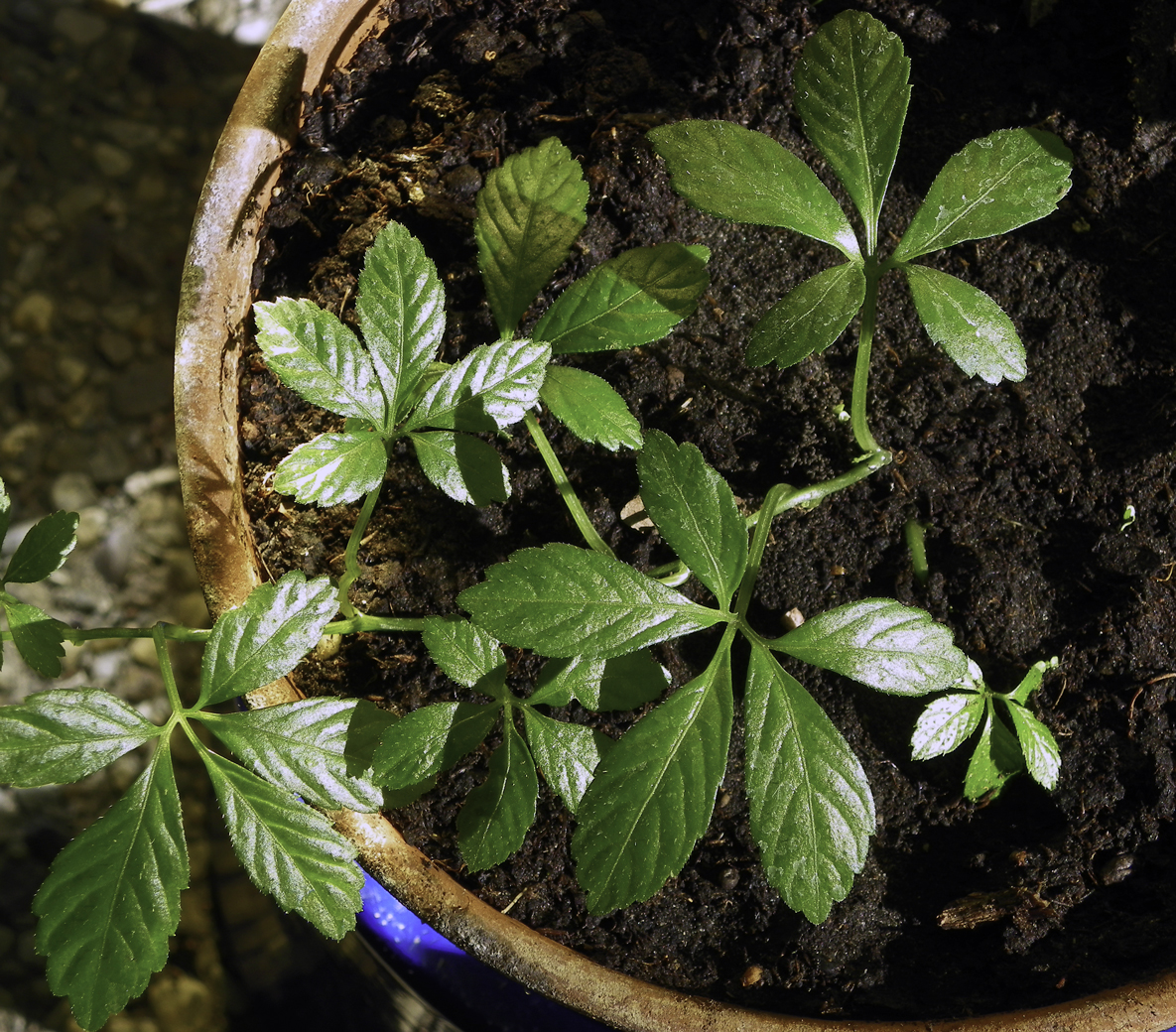